# Peter Clark (Rennfahrer, 1915)

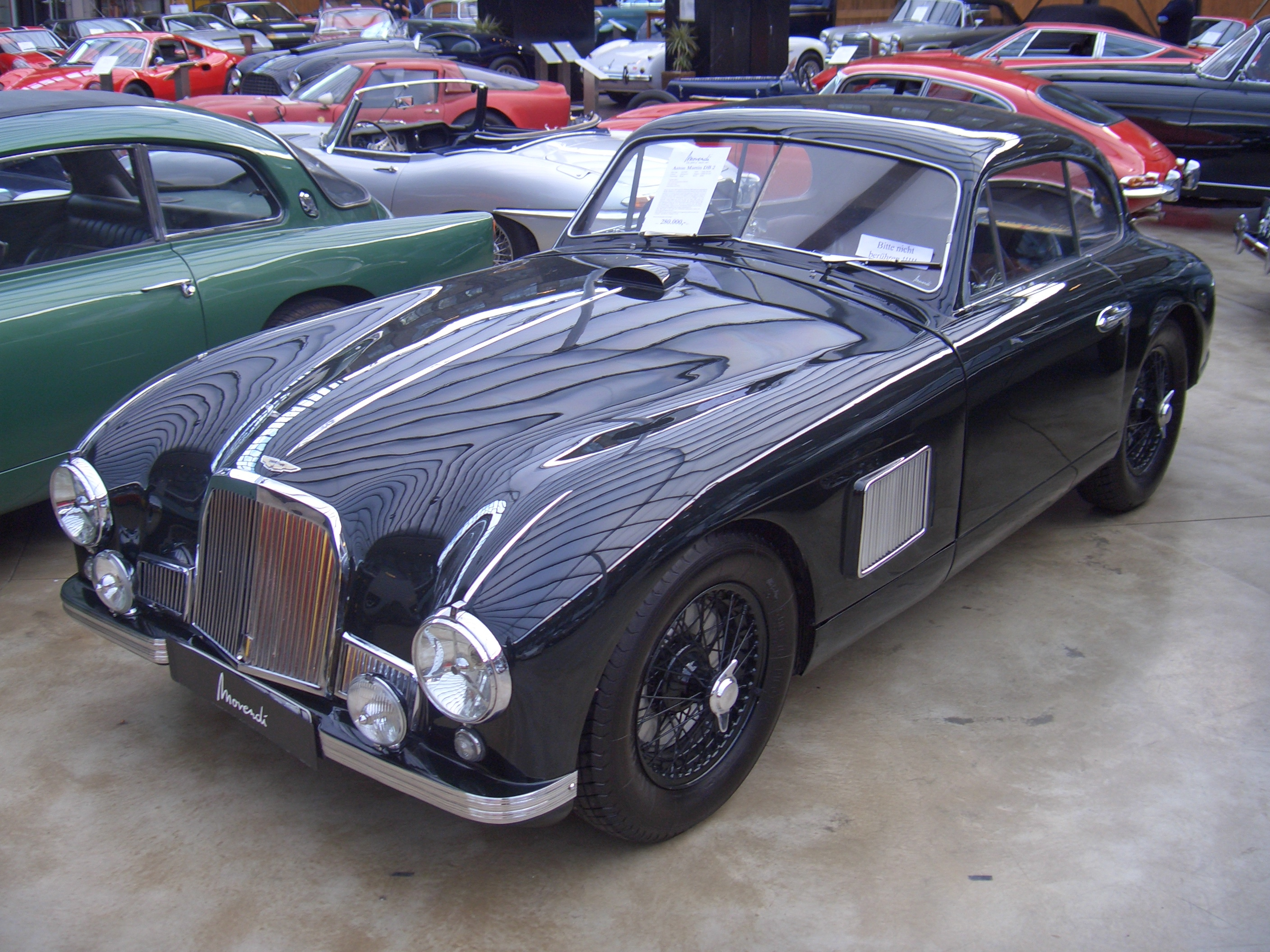
Aston Martin DB2, mit dem Peter Clark beim 24-Stunden-Rennen von Le Mans 1952 am Start war

Peter Charles Trafford Clark (* 2. Januar 1915 in London; † 8. November 2000 in Tilford) war ein britischer Autorennfahrer.

## Karriere als Rennfahrer
Peter Charles Clark zählte zu jener großen Gruppe an Rennfahrern, die in den 1930er- und 1940er-Jahren erfolgreich Sportwagenrennen bestritten, den Motorsport-Interessierten aber weitgehend verborgen blieben. Zwischen 1938 und 1952 startete er sechsmal beim 24-Stunden-Rennen von Le Mans. Fünfmal kam er ins Ziel. 1938 steuerte er gemeinsam mit Marcus Chambers einen HRG Le Mans an die zehnte Stelle der Gesamtwertung. Mit seinem eigenen Aston Martin DB2 erreichte das Team Clark/Mike Keen 1952 den siebten Endrang. 
Er gewann mehrere nationale Sportwagenrennen im Vereinigten Königreich, unter anderem 1938 und 1939 das National Donington im Donington Park. Nach dem Ende des Zweiten Weltkriegs fuhr er neben seinem Engagements bei nationalen Rennen auch bei den 24-Stunden-Rennen von Spa-Francorchamps 1948 und 1949. 

## Statistik

### Le-Mans-Ergebnisse
| Jahr | Team                 | Fahrzeug                     | Teamkollege             | Platzierung             | Ausfallgrund |
| ---- | -------------------- | ---------------------------- | ----------------------- | ----------------------- | ------------ |
| 1938 | Ecurie Lapin Blanc   | HRG Le Mans                  | Marcus Chambers         | Rang 10                 |              |
| 1939 | Ecurie Lapin Blanc   | HRG 1500                     | Marcus Chambers         | Rang 14 und Klassensieg |              |
| 1949 | Ecurie Lapin Blanche | HRG 1500 Lightweight Le Mans | Mortimer Morris-Goodall | Ausfall                 | Kühler       |
| 1950 | P. T. C. Clark       | Jaguar XK 120S               | Nick Haines             | Rang 12                 |              |
| 1951 | P. T. C. Clark       | Aston Martin DB2             | Jack Scott              | Rang 13                 |              |
| 1952 | Peter C. T. Clark    | Aston Martin DB2             | Mike Keen               | Rang 7                  |              |